# Hasan Prishtina
Hasan Prishtina (1873 Polac
, province du Kosovo, Empire ottoman - 1933) est un Albanais brièvement Premier ministre d'Albanie en décembre 1921.

## bibliographie
- O.S. Pearson, Albania and King Zog, I.B. Tauris. 2005  (ISBN 1-84511-013-7).